# Fara v Bzí
Fara ve vesnici Bzí u Železného Brodu je budova někdejší fary u zdejšího kostela Nejsvětější Trojice. Bývala sídlem místní římskokatolické farnosti.
Jedná se o patrovou zděnou budovu obdélného půdorysu s valbovou střechou a s mělkým rizalitem v průčelí. Vystavěna byla ve stylu pozdního baroka nejspíš v polovině 18. století, během století následujícího prošla stavebními úpravami.
Budova prošla kompletní rekonstrukcí a v současné době (2022) slouží jako turistické ubytovací zařízení s názvem Barokní fara Český ráj.